# Oriol Jara
Oriol Jara   (Barcelona, 21 de gener de 1980) és un guionista, escriptor i activista cristià català. Des del 2000 treballa en el món de la ràdio i la televisió. El 2007 era subdirector del programa de televisió Buenafuente, va ser guionista dels programes de TV3 Polònia i Crackòvia, va dirigir el programa de Viacom El Roast de España i la sèrie This is Philosophy i el 2022 produïa La tarda de Catalunya Ràdio. Després de la publicació de Deu raons per creure en Déu (Albada, 2022), on explica el procés de conversió al cristianisme a través de la intel·lectualitat i la raó, va ser entrevistat en diversos mitjans.